# Cupola
Cupola är en observatoriemodul på internationella rymdstationen, ISS. Cupola är byggd av ESA.
Cupola har 7 fönster, det största har en diameter på 80 cm och är det största fönster människan placerat i rymden.

## Dimensioner och vikt
- Höjd: 1,5 m
- Diameter: 2,95 m
- Vikt vid uppskjutning: 1 805 kg
- Vikt efter dockning: 1 880 kg

## Uppskjutning
Cupola sköts upp med rymdfärjan Endeavour under flygningen STS-130, den 8 februari 2010. Under uppskjutningen var modulen dockad till den främre dockningsporten på modulen Tranquility, som också sköts upp med STS-130.

## Dockning
Efter att Tranquility modulen dockats med modulen Unity, så flyttades Cupola till nadir porten på Tranquility.

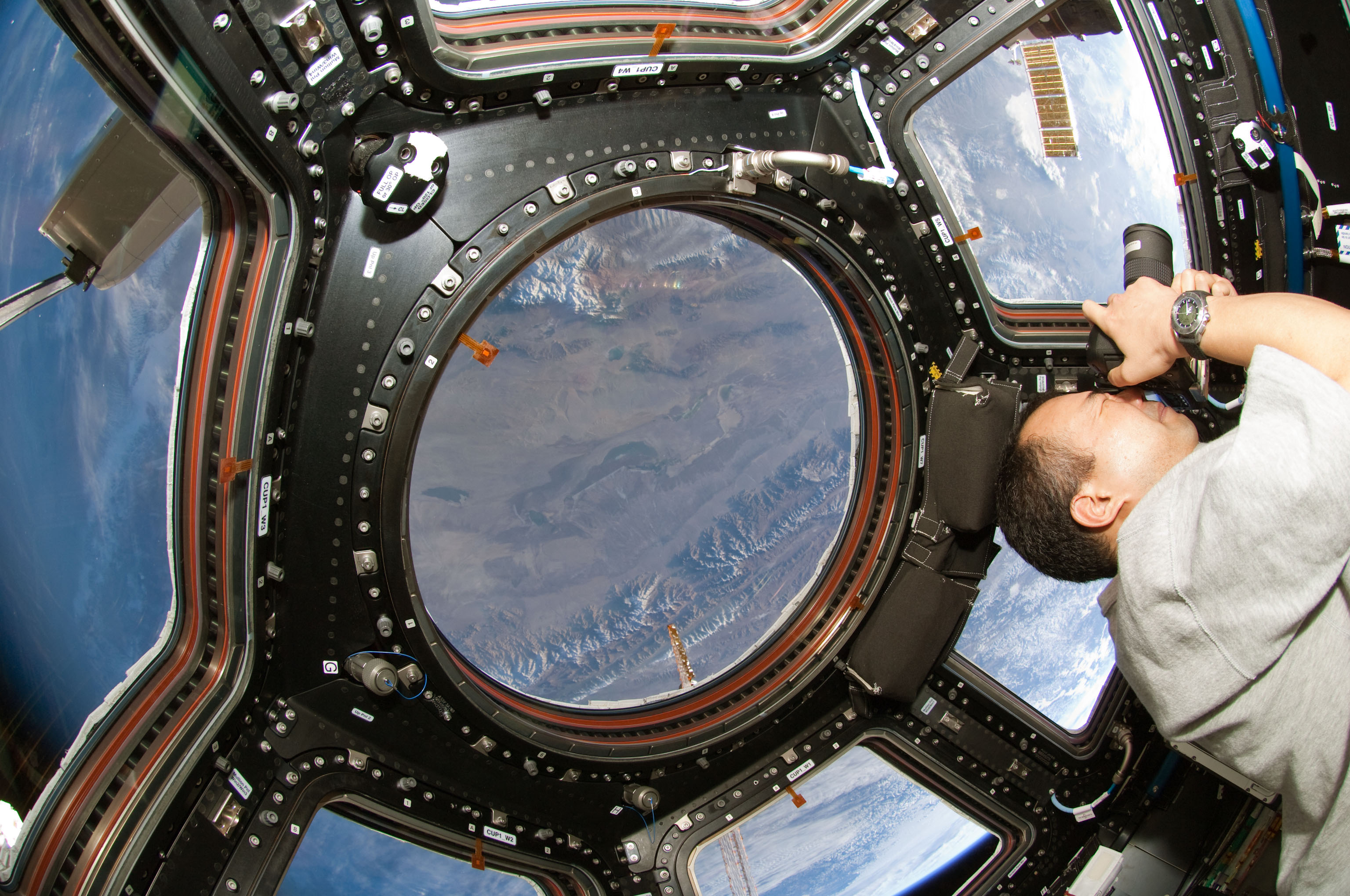
Vy från Cupola
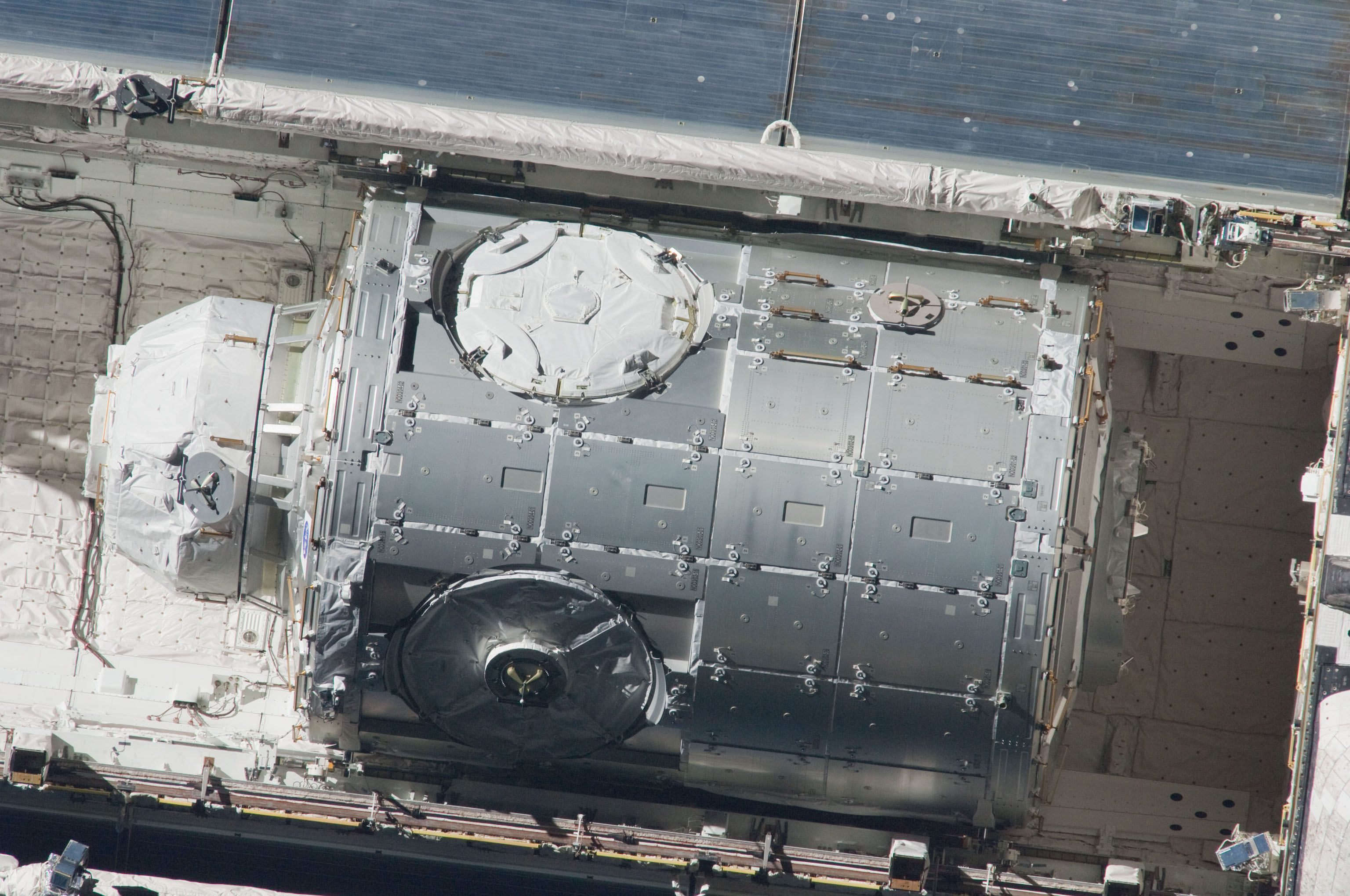
Cupola och Tranquility i Endeavours lastrum

### Fotnoter
1. ↑  Manned Astronautics - Figures & Facts, Harmony Arkiverad 17 juni 2016 hämtat från the Wayback Machine., läst 17 augusti 2016.
2. ↑  ”ESA:s sida om Cupola” (på engelska). ESA. http://www.esa.int/Our_Activities/Human_Spaceflight/International_Space_Station/Cupola. Läst 28 augusti 2018.